# Endre Szervánszky
Endre Szervánszky (Kistétény, Budapest, 27 dicembre 1911 – Budapest, 25 giugno 1977) è stato un compositore ungherese.

## Biografia
Szervánszky ha studiato clarinetto presso l'Accademia di Budapest di musica (1922-1927). Ha suonato in varie orchestre prima di tornare in accademia per studiare composizione con Albert Siklós (1931-1936). Ha poi lavorato come orchestratore per la Radio ungherese ed ha insegnato teoria musicale. È stato nominato professore di composizione presso l'Accademia di Budapest nel 1948.
Szervánszky si è imposto all'attenzione del pubblico con il suo primo Quartetto per archi (1936-1938) e le sue opere di questo periodo sono state influenzate dai suoi compatrioti, Zoltán Kodály e Béla Bartók. I lavori di questo periodo sono la Serenata per Clarinetto (1950) e il Concerto per flauto (1952-1953).
A partire dai primi anni 1950 Szervánszky ha intrapreso una serie di composizioni più corpose, una delle più lunghe è il Concerto per orchestra in memoria di Attila József. Ognuno dei cinque movimenti del concerto si basa su una citazione di József. Il quarto ha elementi di musica popolare e l'intero dimostra l'influenza di Bartók. Sia il Quartetto d'archi n. 2 (1956-1957) che il Quartetto per fiati n. 2 (1957) dimostrano anche un crescente interesse del compositore per il serialismo.
Per il suo Six Orchestra Pieces, composto nel 1959, Szervánszky utilizzò il serialismo a 12 note e il pezzo è particolare nel suo uso delle percussioni. Szervánszky non compose un altro lavoro importante fino al 1963, l'oratorio Requiem, sulla base di un testo di János Pilinszky che prende il campo di concentramento di Auschwitz come tema. Le opere che seguirono sono le Variazioni (1964) e il Concerto per Clarinetto (1965).
A Endre Szervánszky è stato assegnato il premio "Giusti tra le nazioni" da parte dello Stato di Israele che onora i non ebrei che rischiarono la vita per salvare gli ebrei dai nazisti.
Egli è fratello dell'artista Jenö Szervánszky, violinista, Peter Szervánszky e lo zio di Valeria Szervánszky.

## Studenti degni di nota
- Ákos Rózmann

## Opere
Lavori teatrali e vocali
- Napkeleti mese – “Oriental Tale”, (a "dance play") 1948–9
- Népdalszvit – “Folksong Suite”, 1949
- Honvédkantáta – “Soldier’s Cantata”, 1949
- Tavaszi Szél – “Spring Breeze” (cantata), 1950
- 8 Petőfi Songs, 1951
- 3 Petőfi Choruses, 1953
- 3 Songs, 1956–7
- 3 Male Choruses (ancient China), 1958
- Requiem – “Dark Heaven” su parole di János Pilinszky (oratorio), 1963
- Az éj – “The Night” (cantata), 1974–5

Orchestra
- 3 divertimenti, 1939, 1942, 1943
- Serenata, archi, 1947–8
- Rapsodia, 1950
- Serenata per clarinetto e orchestra, 1950
- Concerti per Flauto, 1952–3
- Concerti per Orchestra, 1954
- 6 Orchestral Pieces, 1959
- Variazioni, 1964
- Concerto per Clarinetto, 1965

Camera
- Quartetto d'archi n. 1, 1936–8
- 20 Piccoli Duo per 2 violini, 1941
- Sonata per violino e pianoforte, 1945
- 25 Duo per 2 Violini, 1946
- Trio per flauto, violino e viola, 1951
- Sonatina per flauto e pianoforte, 1952
- Quintetto per Fiati n.1, 1953
- 5 Concerti Studio – “5 Concert Etudes” per flauto, 1956
- Suite per 2 flauti, 1956
- Quartetto d'Archi n. 2, 1956–7
- Quintetto per Fiati n. 2, 1957
- 2 Duo per 2 flauti, 1972
- 7 Studi per flauto 1974–5

Pianoforte
- Folksong Suite, 4 mani, 1935
- Piccola Suite, 1939
- Sonatina, 1941
- Sonatina, 4 mani, 1950